# Caillavet (Gers)
Caillavet település Franciaországban, Gers megyében. Lakosainak száma 166 fő (2022. január 1.). Caillavet Bazian, Biran, Riguepeu, Roquebrune, Saint-Jean-Poutge és Vic-Fezensac községekkel határos.

## Népesség
A település népességének változása:
| Lakosok száma | 194  | 188  | 179  | 192  | 201  | 211  | 204  | 185  | 178  | 166  |
|               | 1968 | 1982 | 1990 | 2006 | 2013 | 2015 | 2017 | 2019 | 2020 | 2022 |